# Ennery (Val-d'Oise)
Ennery is een gemeente in Frankrijk. Het ligt naast de ville nouvelle Cergy-Pontoise.

## Kaart
De onderstaande kaart toont de ligging van Ennery (Val-d'Oise) met de belangrijkste infrastructuur en aangrenzende gemeenten.

## Demografie
Onderstaande figuur toont het verloop van het inwonertal, bron: INSEE-tellingen.

## Stedenband
- Oberriexingen
- Ennery, aan de Moezel, sinds 2012

## Websites
- (fr)  Ennery. officiële website
- (fr)  Statistische informatie op de website van INSEE

1. ↑  Populations de référence 2022.